# Murujuga

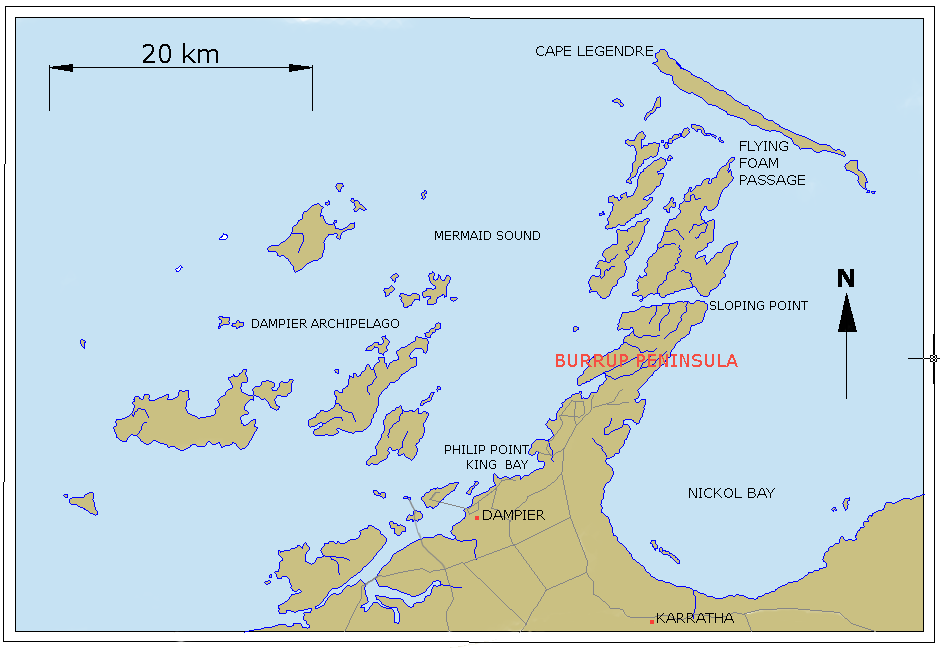
Mapa do Arquipélago de Dampier e Península de Burrup

Murujuga é uma península (20° 34′ 52″ S, 116° 48′ 29″ L) frequentemente conhecida como Península de Burrup e antes disso como Península de Dampier, na região Pilbara da Austrália Ocidental, adjoining o Arquipélago de Dampier e perto da cidade de Dampier.
A península é uma área ecológica e arqueológica única uma vez que contém a maior e mais importante coleção de petróglifos do mundo – antigas esculturas aborígenes em pedra que alguns afirmam serem datadas da última era do gelo cerca de 10.000 anos atrás. A coleção de pedras eretas aqui é a maior na Austrália com petróglifos de arte rupestre contabilizando mais de um milhão, muitos apresentando imagens do agora extinto Tilacino ("Lobo-da-tasmânia").
O Dampier Rock Art Precinct, que cobre todo o arquipélago, é atualmente o assunto de muito debate devido a um grande abastecimento de gás natural na área pela Woodside Petroleum.